# Малелеил
Малелеи́л (др.-евр. מהללאל בן קינן‬, Маxалал’э́ль бен Кейнан, «прославление Бога, слава Божия») — потомок Сифа, старший сын Каинана, отец Иареда (Быт. 5:12).

## Варианты написания имени
Помимо написания Малелеи́л встречаются написания:
- Мелелеил[5][6][7];
- Малалел[8];
- Малелеэл[9];
- Махалаил[10].

## Сведения
Согласно Книге Бытия, Малелеил жил 895 лет (Быт. 5:17) и имел сына Иареда (Быт. 5:15).
В Книге Юбилеев:
- упоминается жена Малалела (Малелеила) — Дина, дочь Боракиэла и (не названной по имени) тётки Боракиэла[11].
- упоминается племянница Малелеила Барака от (не названной по имени) сестры[12]

Помимо книги Бытие Малелеил упоминается в родословии Иисуса Христа в Евангелии от Луки, а также в книге Еноха.